# Pastis

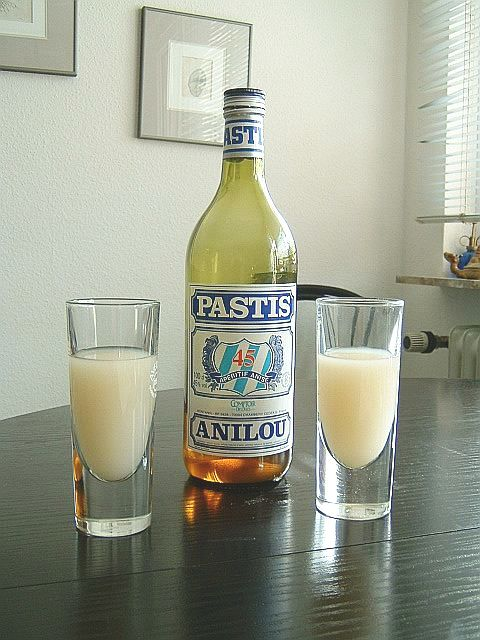
Een fles pastis

Pastis is een aperitief op basis van steranijs, zoethout en kruidenextracten, dat met name in Frankrijk populair werd na het verbod op absint. Het alcoholpercentage ligt tussen de 40% en 45%. Voor consumptie wordt er koud water aan toegevoegd, waarbij de karakteristieke troebeling ontstaat. 
Het Provençaalse woord pastis betekent zoiets als mengsel. De drank pastis vindt zijn oorsprong in de haven van Marseille, en de kruiden van het land weten zich er in verenigd met de kruiden en specerijen uit het Oosten (zoethout, anijs). Het recept van Paul Ricard uit 1932 bezorgde hem de status van wereldmarktleider in pastis.
Pastis wordt bereid door maceratie van plantaardig materiaal in alcohol. Een anijsdrank die door destillatie wordt verkregen, wordt geen pastis, maar anis (Fr.) genoemd (met Pernod als bekendste voorbeeld). In de Europese wet 110/2008 staat onder andere: zowel anis als pastis zijn met anijs gearomatiseerd gedistilleerd. Pastis bevat echter natuurlijke extracten van zoethout, en bij anis dient het kenmerkende aroma uitsluitend van groene anijs, steranijs, of venkel te komen.
Verwante anijsdranken uit het Middellandse Zeegebied zijn sambuca (Italië), ouzo (Griekenland), raki (Turkije) en arak (Palestina, Israel, Libanon, Syrië).
Alcoholische anijsdranken vinden hun oorsprong in een ver verleden. In verschillende oude beschavingen werden anijsdranken gedronken en al meer dan 7000 jaar geleden werd er gebruikgemaakt van anijs.
Pastis kan worden gedronken in cocktails, vooral gemengd met siroop: met muntsiroop heet het perroquet, met aardbeiensiroop heet het rourou en met orgeumsiroop is het een mauresque.